# Numenes yakushimanus
Numenes yakushimanus är en fjärilsart som beskrevs av Shuhei Nomura 1938. Numenes yakushimanus ingår i släktet Numenes och familjen tofsspinnare. Inga underarter finns listade i Catalogue of Life.